# Arethusana galatia
Arethusana galatia är en fjärilsart som beskrevs av Hans Fruhstorfer 1909. Arethusana galatia ingår i släktet Arethusana och familjen praktfjärilar. Inga underarter finns listade i Catalogue of Life.